# Musikjahr 1430
Liste der Musikjahre

◄◄ | ◄ | 1426 | 1427 | 1428 | 1429 | Musikjahr 1430 | 1431

Weitere Ereignisse
Dieser Artikel behandelt das Musikjahr 1430.

## Ereignisse

### Heiliges Römisches Reich

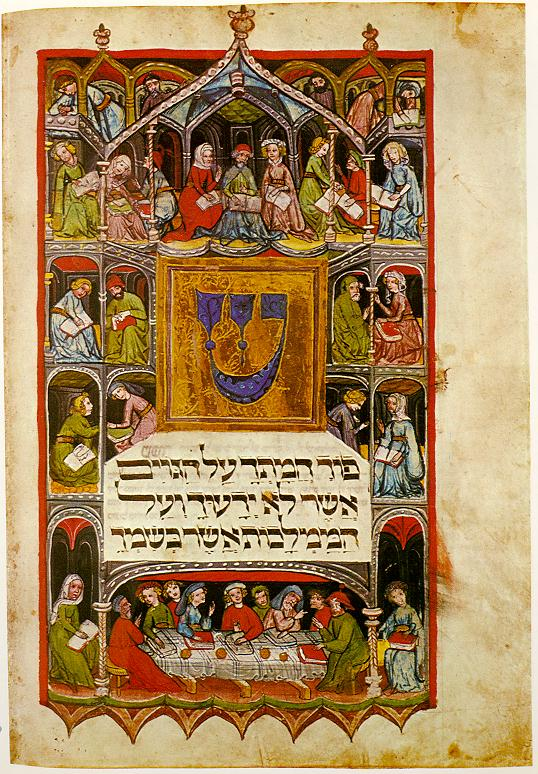
Seite aus der Darmstädter Haggadah

#### Grafschaft Katzenelnbogen
- Um 1430 entsteht die Darmstädter Haggadah, eine Sammlung biblischer und homiletischer Verse, von Gebeten, Gedichten, religiösen Gebräuchen und Gesängen, die sich vornehmlich auf den Exodus und die Befreiung aus der ägyptischen Knechtschaft beziehen.

#### Herzogtum Mailand
- Der Augustinermönch und Komponist Beltrame Feragut ist erstmals am 1. Juli 1425 am Dom zu Mailand nachweisbar. Hier hat er bis Ende Mai 1430 die Stelle eines tenorista inne.[1][2][3]
- Ambrosius da Pessano wird 1430 als Kapellmeister am Dom zu Mailand benannt.[3]

#### Hochstift Lüttich
- Der Komponist Johannes Brassart, der seit 1426 wieder für die Kollegiatkirche St-Jean-l’Évangéliste in Lüttich tätig ist, dient von 1428 bis 1430 auch als Succentor an der Kathedrale St. Lambert.[4][5]

#### Reichsstadt Bern
- Der Priester Heinrich Laufenberg, der von 1424 bis 1438 als Dekan am Zofinger Mauritiusstift wirkt,[6] verfasst 1430 das Gedicht Ich wollt, dass ich daheime wär, für das im selben Jahr von einem unbekannten Verfasser eine Melodie aufgezeichnet wird.

#### Reichsstadt Überlingen
- Trommler und Pfeifer bekommen für ihr Spiel an der Vasnacht von Überlingen Geld. Das ist die erste urkundliche Erwähnung der Überlinger Fasnacht.

### Herzogtum Burgund
- Der franko-flämische Komponist, Dichter und Kleriker Gilles Binchois erhält während seiner Zeit am burgundischen Hof beträchtliche Zuwendungen, unter anderem bedeutende kirchliche Pfründen: am 7. Januar 1430 bei St. Donatian in Brügge zusammen mit seinem ersten Kanonikat, verbunden mit einer halbjährlichen Residenzpflicht.[7]
- Der franko-flämische Komponist, Dichter und Kleriker Guillaume Dufay erhält am 7. Januar 1430 – während seiner Zeit am burgundischen Hof – eine Pfründe bei St. Donatian in Brügge zusammen mit seinem ersten Kanonikat, verbunden mit einer halbjährlichen Residenzpflicht.[8]
- Der Komponist Pierre Fontaine, der seit 30. März 1420 Mitglied der päpstlichen Kapelle Martins V. in Rom war, kehrt zwischen 1428 und 1430 an den burgundischen Hof zurück und ist dort für zwanzig Jahre als Sänger in der Kapelle von Herzog Philipp dem Guten tätig.[9]
- Der französische Sänger und Komponist Cardot ist um das Jahr 1430 wahrscheinlich erneut am burgundischen Hof tätig, da sein Name in der Sängerliste von Binchois’ Motette Nove cantum melodie erscheint, die im selben Jahr in Burgund komponiert wird.[10]

#### Grafschaft Flandern
- Der Komponist Jacobus de Clibano ist von 1430 bis 1433 Succentor der Kirche St. Donatian in Brügge.[11]

### Italienische Staaten

#### Kirchenstaat
- Der flämische Komponist, Sänger und Musiktheoretiker Guillaume Dufay ist ab Dezember 1428 Mitglied der päpstlichen Kapelle in Rom. Diese Position bekleidet er mit einer zweijährigen Unterbrechung bis Mai 1437.[8][12] Im April 1430 erhält er ein Kanonikat in Nouvion-le-Vineux.

#### Republik Florenz
- Der Notar, Richter, Organist und Komponist Piero Mazzuoli, der seit dem Tod seines Vaters Giovanni Mazzuoli am 13. Mai 1426 als Organist der Kathedrale Santa Maria del Fiore in Florenz wirkt, ist zudem von 1427 bis 1430 Organist der Bruderschaft von Orsanmichele sowie Mitglied der Bruderschaft von San Zanobi. Piero Mazzuoli stirbt am 30. September 1430 in Florenz und wird noch an diesem Tag beerdigt.[13]

#### Republik Venedig
- Der Komponist Afat ist möglicherweise im Jahr 1430 in Brescia aktiv.[14]

### Königreich England
- Der englische Komponist Thomas? Damett ist 1421 sowie 1430–1431 königlicher Angestellter, was die Konten des königlichen Haushalts belegen.[15]
- Der englische Komponist Daye ist zwischen 1430 und 1460 aktiv.[16]
- Der englische Komponist John Dunstable ist vermutlich seit 1427 canonicus und musicus in Diensten des Herzogs von Bedford, der nach dem Tod seines Bruders, König Heinrichs V., von 1422 bis 1435 Regent von Frankreich ist. Gleichzeitig dürfte er von 1427 bis 1436 auch im Dienste der Königin Johanna von Navarra gestanden haben.
- Der Komponist Richard Smert wird 1427 zum Priester geweiht und ist von 1427 bis 1430 sowie von 1449 bis 1478 Chorvikar an der Kathedrale von Exeter.[17][18]

### Königreich Polen
- Der Dichter und Komponist Petrus Wilhelmi de Grudencz studiert von 1418 bis 1430 an der Universität Krakau und schließt sein Studium mit dem Magister artium ab.[19][20]

### Ohne Länderzuordnung
- Der Komponist Lambertus Brabant ist um das Jahr 1430 aktiv.[21]
- Der Komponist J. Cornelius ist um das Jahr 1430 aktiv.[22]
- Der Komponist J. de Climen ist um das Jahr 1430 aktiv.[23]
- Der Komponist Johannes Verben ist um das Jahr 1430 aktiv.[24]

## Kompositionen und Schriften
- Adam
  - A temps vendra celle journee zu drei Stimmen (Rondeau)
  - Au grief hermitage de pleurs zu drei Stimmen (Rondeau)
  - Tout a caup m’ont tourné le dos zu drei Stimmen (Rondeau)[25]
- Gilles Binchois – Nove cantum melodie (Motette)[10]
- Hugo Lantins – O Lux et Decus Hispanie (um 1430, möglicherweise für Bischof Pietro Emiliani von Vicenza geschrieben)[26]
- Ugolino von Orvieto – Declaratio musicae disciplinae (um 1430, musiktheoretische Schrift)[27]

## Geboren

### Geboren vor 1430
- H. Battre, frankoflämischer Musiker († nach 1440)[28][29]
- Blome, englischer Komponist († nach 1460)[30]
- Jacobus de Clibano, südniederländischer Komponist († nach 1450)[31]
- Daye, englischer Komponist († nach 1460)[16]
- Johannes de Sarto, franko-flämischer Komponist, Sänger und Priester († nach 1440)[32][33]
- Soursby, Komponist († nach 1450)[34][35]
- Do. Vala, Komponist († nach 1440)[36]

### Geboren um 1430
- Eloy d’Amerval, franko-flämischer Komponist, Dichter, Sänger und Kleriker († nach 1508)
- Antonio Cornazzano, italienischer Tanzmeister und Tanztheoretiker, Choreograf, Poet und Literat († 1484)[37][38]
- Sir William Haute, englischer Komponist († 1497)[39][40]
- Johannes Hothby, Musiktheoretiker und Komponist († 1487)[41][42]
- Jean Le Munerat, französischer Sänger und Gelehrter († 1499)[43]
- Olivier Maillard, Komponist († 1502)[44]
- Johannes Martini, franko-flämischer Komponist, Sänger und Kleriker († 1497)[45][46]
- Robert Morton, franko-flämischer Komponist und Sänger im Dienst burgundischer Herzöge († nach 1479)[47][48]
- Johannes Wiser, Hauptkopist der Trienter Codices, Schulmeister und Priester († 1503)[49]

## Gestorben

### Todesdatum gesichert
- 10. September: Piero Mazzuoli, italienischer Notar, Richter, Organist und Komponist (* 1386)[50]

### Gestorben um 1430
- Bürk Mangolt, deutscher Komponist (* vor 1380)[51]

### Gestorben nach 1430
- Adam, Komponist (* vor 1420)[52]
- G. Dupoitt, Komponist (* vor 1420)[53]
- R. Gallo, Komponist (* vor 1410)[54]
- Fritz Kettner, Nürnberger Meistersinger (* um 1365 oder 1370)[55]
- N. Natalis, Komponist (* vor 1420)[56]